# 2018年アルジェリア空軍Il-76墜落事故
2018年アルジェリア空軍Il-76墜落事故は、2018年4月11日にブファリック空港からベシャール・ウアカダ空港を経由してティンドーフ空港へ向かう予定だったアルジェリア空軍のイリューシン Il-76が離陸直後に墜落した事故。乗員乗客257人が全員死亡した。
アルジェリア史上最悪の航空事故であり、アルジェリア航空6289便墜落事故を上回る死者を出した。Il-76で発生した事故としては、2003年のイラン革命防衛隊Il-76MD墜落事故に次いで二番目に死者数が多い事故となった 。

## 事故の経緯
現地時間8時00分（7時00分 UTC）にブファリック空港を離陸した直後に墜落し爆発炎上した。ブファリック空港からベシャール・ウアカダ空港を経由し、ティンドーフ空港へ向かう予定であった。乗員10人と乗客247人が死亡したと報告された。アルジェリア人民軍のメンバーとその家族が乗客として搭乗していた。ポリサリオ戦線のメンバー26人も死亡したと報じられている。
サハラ難民キャンプの30人も事故機に搭乗しており、死亡したと発表された。彼ら医療的な理由や官僚的な理由でアルジェリアを訪れていた。サハラ難民キャンプの人々は無償で軍用機に乗ることができた 。
目撃者は、事故機の翼が墜落前に燃えていたと証言した。
自治体は、14台の救急車、10台の消防車、130人の救急隊員を派遣した。墜落後に、付近の道路は一時的に閉鎖された。